# Dominicas de Maryknoll
La Congregación de Hermanas Dominicas de Maryknoll (oficialmente en inglés: Congregation of sisters of St. Dominic, Maryknoll) es un instituto religioso católico femenino, de vida apostólica y de derecho pontificio, fundado por la religiosa estadounidense Mary Joseph Rogers, en 1912, en Nueva York. A las religiosas de este instituto se les conoce como Dominicas de Maryknoll y posponen a sus nombres las siglas M.M..

## Historia
Los orígenes de la congregación se remontan al 16 de enero de 1912, cuando un grupo de mujeres, a la cabeza de Mary Joseph Rogers, iniciaron a trabajar en la secretaría del seminario misionero de Maryknoll. En 1914, por invitación del arzobispo de Nueva York, John Murphy Farley, el grupo de mujeres fue constituido en pía unión. El 14 de febrero de 1920 el sodalicio fue erigido en congregación religiosa de derecho diocesano. Estas religiosas adoptaron la regla de la Tercera Orden de Santo Domingo y el 15 de febrero de 1924, las primeras religiosas profesaron sus votos. Se eligió como primera superiora general a Rogers, quien cambió su nombre por el de María Josefina.
El instituto fue agregado a la Orden de los Predicadores el 10 de junio de 1920. El papa Pío XII lo aprobó como congregación religiosa de derecho pontificio, mediante decretum laudis, del 12 de diciembre de 1954.

## Organización
La Congregación de Hermanas Dominicas de Maryknoll es un instituto religioso de derecho pontificio, internacional y centralizado, cuyo gobierno es ejercido por una priora general. La sede central se encuentra en Nueva York (Estados Unidos).
Las dominicas de Maryknoll se dedican a la pastoral de la salud y social, a la educación y a las misiones. Estas religiosas forman parte de la familia dominica. En 2017, el instituto contaba con 426 religiosas y 107 comunidades, presentes en Albania, Bangladés, Birmania, Bolivia, Brasil, Camboya, Chile, China, Corea del Sur, Ecuador, El Salvador, Estados Unidos, Filipinas, Guatemala, Japón, Kenia, Micronesia, Namibia, Panamá, Samoa Americana, Tailandia, Taiwán, Tanzania, Timor Oriental y Zimbabue.